# 维什内韦 (伊兹梅尔区)
45°28′57″N 29°2′45″E / 45.48250°N 29.04583°E
维什内韦（烏克蘭語：Вишневе），2024年9月前名为佩爾紹特拉夫內韋（烏克蘭語：Першотравневе），是位於烏克蘭西南部的村莊，由敖德萨州伊茲梅爾區的薩夫亞尼市鎮負責管轄。該村處於卡特拉布赫湖畔，始建於1945年，面積3.14平方公里，海拔高度17米。
2024年9月19日，乌克兰最高拉达将此村的名字改为维什内韦。